# Fome em Cabo Verde
A fome em Cabo Verde tem ocorrido por diversas vezes entre os anos 1580 e 1950, em episódios directamente ligados à seca. Durante esses períodos de seca e fome, dezenas de milhares de habitantes morreram de fome e doenças.

## Contexto
As ilhas de Cabo Verde têm um clima semi-árido geralmente quente, com chuvas substanciais limitadas aos meses de agosto e setembro. As áreas mais secas são as baixas ilhas orientais (Maio, Sal e Boa Vista), e as partes do sudoeste das ilhas mais montanhosas. As partes mais altas e localizadas à nordeste, nas Ilhas de Barlavento, recebem mais precipitação. A agricultura depende fortemente das chuvas de verão; em anos com menos chuva, a quebra de safra era comum. A situação foi ainda mais agravada pela escolha inadequada de culturas, superpopulação, pastoreio excessivo, erosão do solo e resposta inadequada da administração colonial portuguesa.

## Fomes históricas
As seguintes episódios de fomes severas foram registados:
- 1580-83, em Santiago, Maio e Brava;[4]
- 1609-11, em Santiago,[4] combinado com uma epidemia de varíola;[5]
- 1685-90, cerca de 4.000 mortes em Santiago;[4]
- 1704-12, em Santiago, Maio, Boa Vista e Sal;[4]
- 1719-23, em Santiago, São Nicolau, Maio, Sal, Boa Vista e Fogo. As últimas três ilhas foram despovoadas;[4]
- 1738-40, em São Nicolau;[4]
- 1747-50, em todas as ilhas;[4][5]
- 1773-75, mais de 20.000 mortes em todas as ilhas;[4][5]
- 1830-33, cerca de 30.000 mortes em todas as ilhas;[4][5]
- 1854-56, 25% da população morreu;[5]
- 1863-66, entre 20.000 e 30.000 mortes em todas as ilhas.[4]

## Fome nos anos de 1940
Duas das piores fomes de Cabo Verde ocorreram em 1941-43 e 1947-48, matando cerca de 45.000 pessoas. Os mais atingidos foram as ilhas de São Nicolau e Fogo, onde respectivamente, 28% e 31% da população foi morta. Em 1946-48, Santiago perdeu 65% de sua população. Vários milhares de ilhéus emigraram, por exemplo, aceitando contratos de trabalho nas plantações de cacau de São Tomé e Príncipe. Entre 1900 e 1970, cerca de 80.000 cabo-verdianos foram enviados para São Tomé e Príncipe. O governo do Estado Novo de Portugal mostrou pouco interesse em sua colónia africana e não tomou medidas para melhorar o acesso à água potável ou fornecer ajuda alimentar.

## Na cultura popular
Fome 47, uma das mais conhecidas canções do músico cabo-verdiano Codé di Dona, relata a seca, a fome e a emigração para São Tomé em 1947. A terceira e última parte do romance Chiquinho, de Baltasar Lopes da Silva, foca na calamidade da seca, um grande problema em Cabo Verde, que resulta em fome e muitas mortes.